# Trigonistis
Trigonistis là một chi bướm đêm thuộc họ Erebidae.

## Các loài
- Trigonistis demonias Meyrick, 1902